# Mónica Laguna
Mónica Agulló Laguna (Madrid, 27 de agosto de 1964) es una directora y guionista de cine española.

## Trayectoria
Mónica Agulló Laguna (conocida como Mónica Laguna) se licenció en Ciencias de la Información en 1988, rama Imagen y Sonido, en la Universidad Complutense de Madrid. Durante más de diez años, entre 1984 y 1995, trabajó como integrante de los equipos de Cámara y Dirección de varios largometrajes, con directores como Julio Medem, Jaime Chávarri, Antonio Mercero o Gerardo Herrero.
Comenzó a ser reconocida como directora por sus cortometrajes y en 1989 creó su productora Mac Guffilm. Dirigió el corto Sabor A Rosas (1989), al que siguió el cortometraje Quiero que sea él (1991), de cuyo guion es también autora junto a El Gran Wyoming y David Trueba.
En 1996 dirigió su primer largometraje en clave de comedia Tengo una casa, con la productora El Deseo Films. El título de la película viene del noveno álbum de la banda española de rock Los Enemigos llamado también Tengo un casa y que fue, precisamente, la banda sonora de la película.
La productora Lola Films produjo su segundo largo, Juego de Luna, que se exhibió en 2001 en el Festival de Cine de Málaga donde ganó el premio a la mejor dirección. En este caso, abordó el drama con un argumento que gira en torno a una jugadora profesional de póquer.
En 2004 escribe el guion de largometraje "El Valle del Silencio".
En 2017 escribe el guion de largometraje, Otra manera de vivir.
En 2018 escribe el guion de largometraje "Amarse", una comedia dramática.

## Filmografía
- 2001, Productora: Lola Films, Título Juego de luna
- 1996, Productora: El Deseo Film, Título Tengo una casa
- 1991, Productora: Mac Guffilm Título Quiero que sea él cortometraje.[3]
- 1989, Productora: Mónica Agulló Laguna, Título "Sabor a Rosas", cortometraje

## Premios y reconocimientos
- Premio Mejor Dirección, Festival de Málaga, 2001 por "Juego de Luna"
- Premio Mejor Película, Festival de Cine de Alfaz del Pi, 2001 por "Juego de Luna"
- Nominada a Cristal Globe en el Festival Internacional de Cine de Karlovy Vary por "Juego de Luna" en 2001
- Premio Mejor Película en el Encuentro de Cine de Maspalomas por "Tengo una Casa" en 1996
- Premio del Público en el Festival Internacional de Cine del Atlántico por "Tengo una Casa" en 1996